# 8906 Yano
A 8906 Yano (ideiglenes jelöléssel 1995 WF2) a Naprendszer kisbolygóövében található aszteroida. Kobajasi Takao fedezte fel 1995. november 18-án.